# Hamidu Reis
Hamidu Reis, eigentlich Hamidu Ben Ali (* 1770 in Boumerdès, Algerien; † am 17. Juni 1815 im Seegefecht vor dem Kap Gata, westliches Mittelmeer), war ein Amazigh Korsarenkapitän  des Barbareskenstaates Algier. In der englisch- und französischsprachigen Literatur und den Quellen wird er meist Hamidou, Rais Hammida oder Amidon genannt.

## Leben
Über Hamidus Herkunft und frühe Lebensjahre sind kaum gesicherte Fakten bekannt. Er soll 1770 in Boumerdès geboren worden sein. Nach manchen Darstellungen war er der Sohn eines in Algier ansässigen arabischen Schneiders und hatte das Handwerk seines Vaters erlernt, bevor er zur See fuhr. Einigermaßen sicher scheint nur, dass er kein Türke war. Letzteres betonten vor allem Europäer, die seine Bekanntschaft machten. In diesem Zusammenhang wiesen sie nicht nur auf seine Antipathie für die in Algier lebenden Türken hin, sondern schilderten ihn auch als gut aussehenden Mann, der – im Gegensatz zur damals in islamischen Ländern üblichen Gepflogenheit – keinen Vollbart getragen habe. Hamidu soll auch dem Weingenuss nicht abgeneigt gewesen sein.
Nach seinem Entschluss zur See zu fahren, brachte es Hamidu rasch vom Schiffsjungen zum Kapitän (Reis) einer Schebecke des Deys von Algier. Beginnend mit den letzten Jahren des 18. Jahrhunderts kaperte er fortan zahlreiche Schiffe der christlichen Seemächte, vor allem solche des Königreichs Neapel. Berühmt wurde er durch seinen Coup vom 27. Mai 1802, als er unter falscher Flagge segelnd eine portugiesische Fregatte mit 44 Kanonen und 282 Mann Besatzung aufbrachte.
Hamidus Erfolge als Korsar bescherten nicht nur ihm zunehmenden Reichtum, sondern brachten auch dem Dey nicht unbeträchtliche Einnahmen für die Staatskasse. Dieser hatte Hamidu in den späten 1790er Jahren sogar kurzzeitig zum wakil el kharf gemacht, was der Stellung eines Marineministers in den christlichen europäischen Staaten entsprach. Die Erfolge seines Korsarenkapitäns scheinen im Laufe der Zeit jedoch zunehmenden Argwohn beim Dey verursacht zu haben, denn 1808 wurde Hamidu für mehr als ein Jahr aus Algier verbannt. Nicht zuletzt wegen der ausbleibenden Staatseinnahmen, die Hamidus Entfernung mit sich brachte, war der Dey aber gezwungen, den Verbannten aus seinem Beiruter Exil heimzuholen und ihn erneut mit dem Kommando über ein Schiffsgeschwader zu betrauen. Wieder im Amt, unternahm Hamidu 1810 eine Kaperfahrt in den Atlantischen Ozean, 1812 führte er im Auftrag seines Herrn eine erfolgreiche Flottenoperation gegen die Marine des benachbarten Barbareskenstaates Tunis durch.
Bei ihren Kaperfahrten kam den Barbareskenstaaten vor allem der Umstand zugute, dass die Flotten der meisten europäischen Seemächte durch die Koalitionskriege gebunden waren und für andere Aufgaben als die Jagd auf Korsarenschiffe benötigt wurden. Allerdings brachte die zunehmende Dreistigkeit der algerischen Korsaren sie 1815 erneut in Konflikt mit den Vereinigten Staaten, was zum Zweiten Barbareskenkrieg führte. Hamidus Geschwader segelte dem US-amerikanischen Gegner im Juni in Richtung der Straße von Gibraltar entgegen. Dessen Geschwader bestand aus neun Schiffen, die von Stephen Decatur junior (1779–1820), einem Veteranen des Ersten Barbareskenkrieges kommandiert wurden.
Am 17. Juni 1815 stießen Decaturs Schiffe beim Kap Gata auf die allein segelnde Mesh(o)uda, das mit 46 Geschützen bestückte Flaggschiff Hamidus. Nach einem nur etwa 25 Minuten dauernden Geschützkampf gegen mehrere US-Schiffe strich die Mesh(o)uda schließlich die Flagge. Hamidu Reis und 30 Besatzungsmitglieder waren durch die US-Kanonade getötet worden, 406 weitere gerieten in Gefangenschaft. An Bord der am Kampf beteiligten US-Schiffe gab es nur neun Tote und 30 Verwundete, von denen der Großteil durch ein explodierendes Geschütz verursacht worden war.

## Trivia
Raïs Hamidou, eine der 57 Gemeinden (Communes) der aus 13 Kreisen (Daïras) bestehenden Provinz Algier, ist nach Hamidu Reis benannt.